# Vrbas (stad)

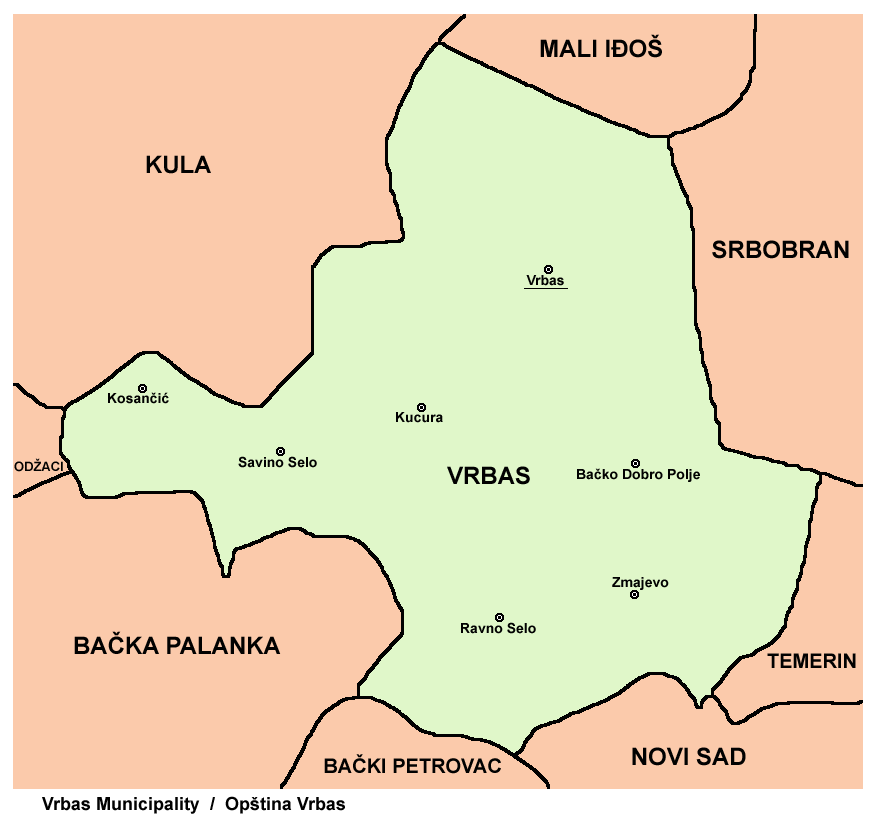

Vrbas (serbiska: Врбас) (ungerska: Verbász) är en stad i Vojvodina, i norra Serbien. År 2002 hade Vrbas 25 887 invånare i staden och 45 839 invånare i kommunen. Det första skriftliga omnämnandet av staden är från 1387.